# The Cyclopedia of New Zealand
The Cyclopedia of New Zealand (Volledige titel: The Cyclopedia of New Zealand: industrial, descriptive, historical, biographical facts, figures, illustrations) was een encyclopedie die tussen 1897 en 1908 in Nieuw-Zeeland werd gepubliceerd door de Cyclopedia Company Ltd. Arthur McKee was een van de oorspronkelijke directeuren van het bedrijf dat The Cyclopedia publiceerde, en zijn zakenpartner H. Gamble werkte met hem samen aan het eerste deel.
Er zijn zes delen verschenen over de mensen, plaatsen en organisaties van de provincies van Nieuw-Zeeland. Ondanks dat de artikelen grotendeels werden gesubsidieerd door de mensen over wie ze gingen, en de encyclopedie bijna volledig beperkt bleef tot blanke mannelijke Europese kolonisten tot uitsluiting van Māori, vrouwen en andere minderheden, is de Cyclopedia nog steeds een belangrijke historische bron. De encyclopedie had artikelen over vele kleine steden en sociale instellingen die slecht werden behandeld door kranten en andere bronnen uit die tijd. Het eerste deel, dat over de provincie Wellington ging, omvatte ook de koloniale regering, politici, gouverneurs en ambtenaren. Het eerste volume werd geproduceerd in Wellington, de resterende volumes in Christchurch.
- Deel 1. Provinciaal district Wellington. Gepubliceerd 1897
- Deel 2. Provinciaal district van Auckland. Gepubliceerd 1902
- Deel 3. Provinciaal district van Canterbury. Gepubliceerd 1903
- Deel 4. Provinciaal district van Otago en Southland. Gepubliceerd 1905
- Deel 5. De provinciale districten van Nelson, Marlborough en Westland. Gepubliceerd 1906
- Deel 6. De provinciale districten van Taranaki, Hawke's Bay en Wellington. Gepubliceerd 1908

De Cyclopedia of New Zealand werd vervangen door de driedelige An Encyclopaedia of New Zealand, uitgegeven door de regering van Nieuw-Zeeland in 1966 en later Te Ara: The Encyclopedia of New Zealand, een door de overheid beheerde digitale encyclopedie die in 2002 werd opgericht.
De Cyclopedia is in 2008–2009 gedigitaliseerd door het New Zealand Electronic Text Center.